# Agostinho Barbosa

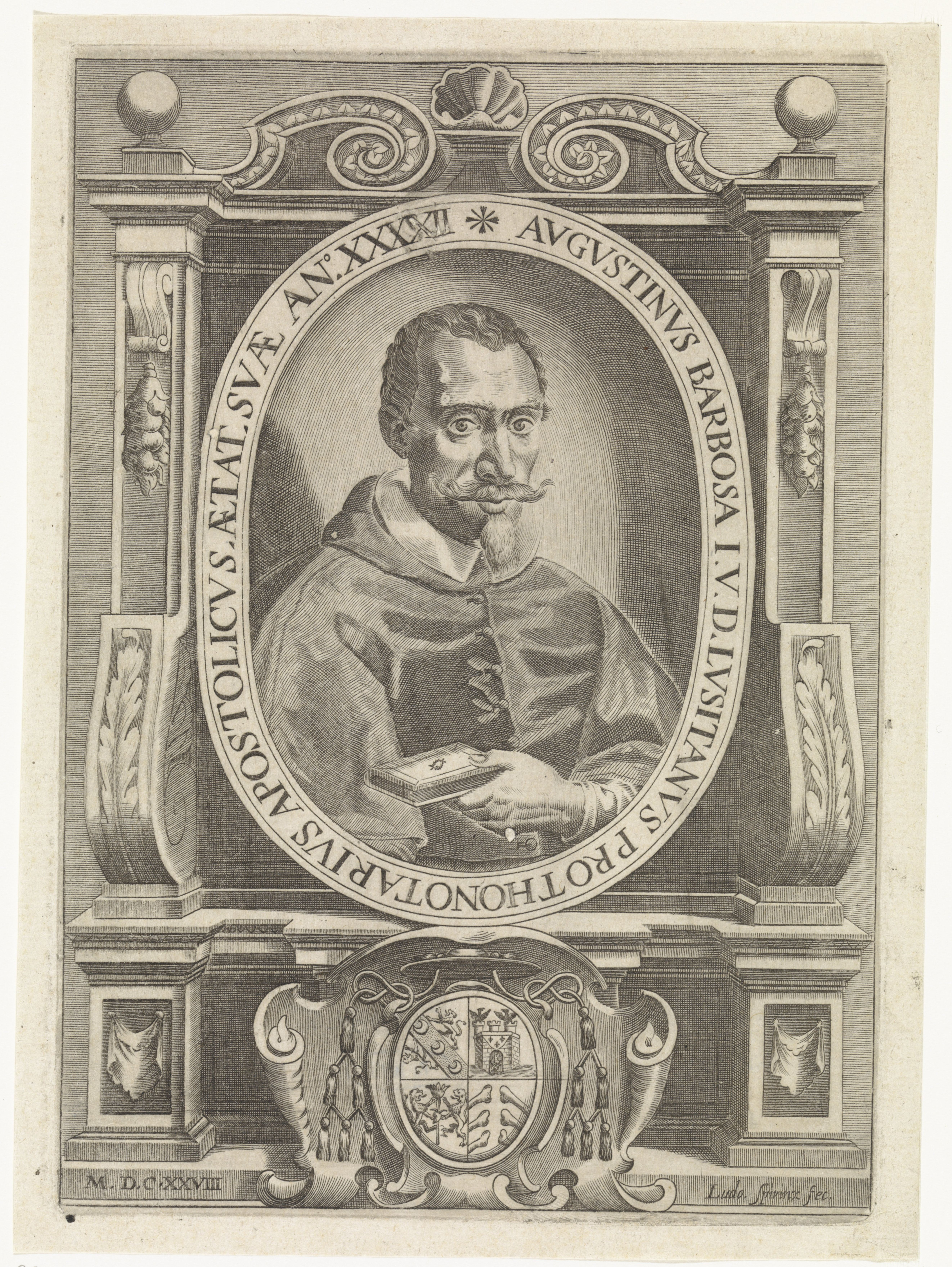
Agostinho Barbosa im Alter von 42 Jahren (Porträt von 1628)

Agostinho Barbosa (* 17. September 1589 in Aldão; † 19. November 1649 in Rom) war ein portugiesischer Kleriker, Kanonist, Romanist, Lusitanist und Lexikograf.

## Leben und Werk
Barbosa studierte in Coimbra und wurde 1615 in Vigo zum Priester geweiht. 1620 ging er nach Rom und promovierte dort 1621 an der Sapienza in beiden Rechten. 1648 wurde er zum Bischof von Ugento ernannt, am 5. April 1649 durch Alfonso de la Cueva-Benavides y Mendoza-Carrillo zum Bischof geweiht, starb aber kurz danach.
Barbosas zahlreiche Schriften in lateinischer Sprache wurden bis ins 18. Jahrhundert gedruckt. In jungen Jahren publizierte er ein lateinisch-portugiesisches Wörterbuch, das historisch zwischen den Wörterbüchern von Jerónimo Cardoso und Bento Pereira steht.

## Werke (Auswahl)
- Dictionarium lusitanico-latinum ... cum copiosissimo latini sermonis indice. Braga 1611.
- Pastoralis solicitudinis, sive de Officio et potestate episcopi tripartita descriptio. Paris 1625.
- Thesauri Iurisprudentiae. Ex Augustini Barbosae Axiomatibus, Et Johannis-Ottonis Taboris aliorumq[ue] analectis. Straßburg 1652.
- Tractatus de canonicis, et dignitatibus, aliisque inferiobus beneficiariis cathedralium ... hac ultima editione ab ipso authore recognitus. Lyon 1700; Nachdruck: Cambridge, Mass. 1990.